# Diócesis de Krishnagar
La diócesis de Krishnagar (en latín: Dioecesis Krishnagarensis y en inglés: Roman Catholic Diocese of Krishnagar) es una circunscripción eclesiástica de la Iglesia católica en India. Se trata de una diócesis latina, sufragánea de la arquidiócesis de Calcuta. Desde el 30 de abril de 2022 su obispo es Nirmol Vincent Gomes, de la Pía Sociedad de San Francisco de Sales.

## Territorio y organización
La diócesis tiene 8640 km² y extiende su jurisdicción sobre los fieles católicos de rito latino residentes en el estado de Bengala Occidental en los distritos de Murshidabad y Nadia.
La sede de la diócesis se encuentra en la ciudad de Krishnanagar (o Krishnagar), en donde se halla la Catedral del Santísimo Redentor.
En 2021 en la diócesis existían 21 parroquias.

## Historia
En 1855 se estableció como misión la parte oriental del vicariato apostólico de Bengala Occidental (hoy arquidiócesis de Calcuta), dependiente de los vicarios de Calcuta. El 19 de julio de 1870 la misión se convirtió en prefectura apostólica independiente mediante el breve Ex debito Pastoralis del papa Pío IX, con el nombre de prefectura apostólica de Bengala Central.
El 1 de septiembre de 1886 la prefectura apostólica fue elevada al rango de diócesis con la bula Humanae salutis del papa León XIII. El 7 de junio del año siguiente, con el breve Post initam, la diócesis, que asumió el nombre de diócesis de Krishnagar, pasó a formar parte de la provincia eclesiástica de la arquidiócesis de Calcuta.
El 15 de diciembre de 1889 cedió una parte de su territorio para la erección de la prefectura apostólica de Assam (hoy arquidiócesis de Shillong).
En 1897 la catedral fue destruida por un violento terremoto y fue reconstruida dos años después.
El 25 de mayo de 1927 cedió una porción de su territorio para la erección de la diócesis de Dinajpur mediante el breve Supremi Apostolatus del papa Pío XI.
El 3 de enero de 1952 cedió otra porción de su territorio para la erección de la diócesis de Khulna mediante la bula Cum sit usu del papa Pío XII.

## Estadísticas
Según el Anuario Pontificio 2022 la diócesis tenía a fines de 2021 un total de 66 800 fieles bautizados.
| Año                                                                             | Población            | Población  | Población      | Sacerdotes | Sacerdotes    | Sacerdotes    | Bautizados por sacerdote | Diáconos permanentes | Religiosos | Religiosos | Parroquias |
| Año                                                                             | Bautizados católicos | Total      | % de católicos | Total      | Clero secular | Clero regular | Bautizados por sacerdote | Diáconos permanentes | Varones    | Mujeres    | Parroquias |
| ------------------------------------------------------------------------------- | -------------------- | ---------- | -------------- | ---------- | ------------- | ------------- | ------------------------ | -------------------- | ---------- | ---------- | ---------- |
| 1950                                                                            | 7763                 | 7 957 675  | 0.1            | 20         |               | 20            | 388                      |                      | 28         | 45         | 6          |
| 1970                                                                            | 14 885               | 4 397 012  | 0.3            | 26         |               | 26            | 572                      |                      | 41         | 226        | 9          |
| 1980                                                                            | 21 850               | 4 872 000  | 0.4            | 34         | 3             | 31            | 642                      |                      | 48         | 227        | 11         |
| 1990                                                                            | 35 594               | 6 788 000  | 0.5            | 35         | 8             | 27            | 1016                     | 1                    | 42         | 275        | 12         |
| 1999                                                                            | 56 000               | 7 400 000  | 0.8            | 41         | 14            | 27            | 1365                     | 1                    | 42         | 322        | 13         |
| 2000                                                                            | 56 190               | 7 358 890  | 0.8            | 40         | 12            | 28            | 1404                     |                      | 43         | 335        | 13         |
| 2001                                                                            | 59 345               | 7 358 890  | 0.8            | 47         | 21            | 26            | 1262                     | 1                    | 43         | 303        | 13         |
| 2002                                                                            | 59 975               | 7 360 680  | 0.8            | 45         | 25            | 20            | 1332                     | 1                    | 51         | 310        | 14         |
| 2003                                                                            | 60 045               | 7 431 480  | 0.8            | 45         | 25            | 20            | 1334                     | 1                    | 41         | 324        | 14         |
| 2004                                                                            | 60 158               | 10 561 058 | 0.6            | 50         | 22            | 28            | 1203                     | 1                    | 42         | 328        | 14         |
| 2013                                                                            | 62 828               | 11 152 000 | 0.6            | 76         | 38            | 38            | 826                      |                      | 63         | 466        | 22         |
| 2016                                                                            | 64 906               | 11 591 600 | 0.6            | 69         | 38            | 31            | 940                      |                      | 48         | 521        | 20         |
| 2019                                                                            | 64 906               | 12 271 407 | 0.5            | 92         | 45            | 47            | 705                      |                      | 62         | 521        | 20         |
| 2021                                                                            | 66 800               | 12 491 510 | 0.5            | 97         | 43            | 54            | 688                      |                      | 74         | 250        | 21         |
| Fuente: Catholic-Hierarchy, que a su vez toma los datos del Anuario Pontificio. |                      |            |                |            |               |               |                          |                      |            |            |            |

## Episcopologio
- Albino Parietti, P.I.M.E. † (1855-30 de noviembre de 1864 falleció)
- Luigi Limana, P.I.M.E. † (1864-17 de marzo de 1870 falleció)
- Antonio Marietti, P.I.M.E. † (agosto de 1870-1878 renunció)
- Francesco Pozzi, P.I.M.E. † (abril de 1879-23 de octubre de 1905 falleció)
- Santino Taveggia, P.I.M.E. † (23 de agosto de 1906-18 de enero de 1927 nombrado obispo de Dinajpur)
  - Sede vacante (1927-1934)
- Stefano Ferrando, S.D.B. † (9 de julio de 1934-26 de noviembre de 1935 nombrado obispo de Shillong)
  - Sede vacante (1935-1939)
- Louis La Ravoire Morrow, S.D.B. † (25 de mayo de 1939-31 de octubre de 1969 retirado[nota 1])
  - Sede vacante (1969-1973)
- Matthew Baroi, S.D.B. † (17 de septiembre de 1973-4 de abril de 1983 falleció)
- Lucas Sirkar, S.D.B. † (22 de junio de 1984-14 de abril de 2000 nombrado arzobispo coadjutor de Calcuta)
  - Sede vacante (2000-2002)
- Joseph Suren Gomes, S.D.B. (17 de abril de 2002-17 de abril de 2019 retirado)
  - Sede vacante (2019-2022)[nota 2]
- Nirmol Vincent Gomes, S.D.B., desde el 30 de abril de 2022